# Bystra baibarensis
Bystra baibarensis är en stekelart som först beskrevs av Tohru Uchida 1929.  Bystra baibarensis ingår i släktet Bystra och familjen brokparasitsteklar. Inga underarter finns listade.